# Giáng, Vận Thành
Giáng (chữ Hán giản thể: 绛县, âm Hán Việt: Giáng huyện) là một huyện thuộc địa cấp thị Vận Thành, tỉnh Sơn Tây, Cộng hòa Nhân dân Trung Hoa. Huyện Giáng có diện tích 968 km², dân số năm 2003 là 270.000 người. Huyện Giáng có 8 trấn và 6 hương.
- Trấn: Thành Quan, Nam Phàn, Hoành Thủy, Đại Giao, An Dục, Trần Thôn, Vệ Trang, Ma Lý.
- Hương: Bột Thôn, Trung Dương, Hách Trang, Đông Sơn Để, Lãnh Khẩu, Tục Lỗ Dục.